# Papa Charlie McCoy
Charles „Papa Charlie“ McCoy (* 26. Mai 1909 in Jackson, Mississippi; † 26. Juli 1950 in Chicago, Illinois) war ein US-amerikanischer Blues-Gitarrist, Sänger und Mandolinen-Spieler. Er war der jüngere Bruder von Kansas Joe McCoy.
Charles McCoy wurde als „Papa Charlie“ bekannt. Mit seiner Band Mississippi Hot Footers trat er in seiner Heimatgegend auf. Er begleitete unter anderem Tommy Johnson und spielte bei den Mississippi Sheiks. McCoy zog nach Chicago, wo er zwei Bands hatte, Papa Charlie’s Boys und mit seinem Bruder Joe die Harlem Hamfats. Er spielte auch in der Band von Memphis Minnie. Im Zweiten Weltkrieg wurde McCoy zum Militär eingezogen. Danach war er gesundheitlich angegriffen und starb schließlich 1950, nur wenige Monate nach seinem Bruder.